# NGC 46
Az NGC 46 egy csillag a Pisces (Halak) csillagképben.

## Felfedezése
A csillagot Edward Joshua Coope fedezte fel 1852. október 22-én, és tévesen csillagködnek gondolta, azért kapta a csillag az NGC 46 azonosítót.